# Habrostictis rubra
Habrostictis rubra är en svampart som beskrevs av Fuckel 1870. Habrostictis rubra ingår i släktet Habrostictis, divisionen sporsäcksvampar och riket svampar.   Inga underarter finns listade i Catalogue of Life.